# Haughton (Staffordshire)
Haughton es una parroquia civil y un pueblo del distrito de Stafford, en el condado de Staffordshire (Inglaterra).

## Geografía
Según la Oficina Nacional de Estadística británica, Haughton tiene una superficie de 11,47 km².

## Demografía
Según el censo de 2001, Haughton tenía 1009 habitantes (49,55% varones, 50,45% mujeres) y una densidad de población de 87,97 hab/km². El 17,44% eran menores de 16 años, el 74,73% tenían entre 16 y 74, y el 7,83% eran mayores de 74. La media de edad era de 43,34 años. Del total de habitantes con 16 o más años, el 18,73% estaban solteros, el 66,99% casados, y el 14,29% divorciados o viudos.
Según su grupo étnico, el 99,6% de los habitantes eran blancos y el 0,4% asiáticos. La mayor parte (97,62%) eran originarios del Reino Unido. El resto de países europeos englobaban al 0,4% de la población, mientras que el 1,99% había nacido en cualquier otro lugar. El cristianismo era profesado por el 85,03%, el hinduismo por el 0,4%, y cualquier otra religión, salvo el budismo, el judaísmo, el islam y el sijismo, por el 0,4%. El 8,72% no eran religiosos y el 5,45% no marcaron ninguna opción en el censo.
Había 412 hogares con residentes y 8 vacíos.